# Guts (musicien)
Guts, pseudonyme de Fabrice Henri, né le 14 avril 1971 à Boulogne-Billancourt (Hauts-de-Seine), est un beatmaker et producteur de hip-hop et de funk français. Sous le nom de Gutsy, il fait partie des membres fondateurs d'Alliance Ethnik dont il assure la production pendant une décennie. Il travaille également avec Big Red de Raggasonic, les Svinkels, les Sages Poètes de la Rue, Common, De La Soul, ou encore Rahzel des Roots. En 2016, il compte un total de cinq albums solo.

## Biographie
Henri est né le 14 avril 1971 à Boulogne-Billancourt, dans les Hauts-de-Seine, En 1990, il fonde et produit pour le groupe Alliance Ethnik avec K-mel et Médard,. Le groupe connaît le succès avec les titres Simple et funky, Respect et Honesty et jalousie.
Au milieu des années 2000, Guts s'installe à Ibiza. Il entame sa carrière solo en 2007, et produit trois albums instrumentaux : Le bienheureux en 2007, Freedom en 2009 et Paradise for All en 2011 au label Heavenly Sweetness. En 2014, il produit l'album Hip Hop After All qui fait participer des artistes comme Cody Chesnutt, Masta Ace, Grand Puba et Patrice au chant. Avant la sortie de l'album, il publie un extrait intitulé Open Wide en duo avec Lorine Chia.

## Divers
Le titre Brand New Revolution sorti en 2012 est joué dans une des stations de radio virtuelles du jeu-vidéo Grand Theft Auto V édité par Rockstar Games et sorti en 2013. 